# Jagiellonia Białystok w sezonie 1934

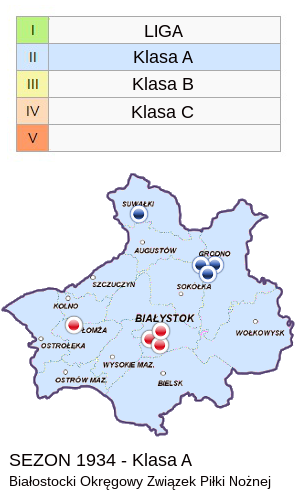
BOZPN – Zespoły występujące w Klasie A w sezonie 1934

BKS Jagiellonia Białystok przystąpiła do rozgrywek Klasy A BOZPN.

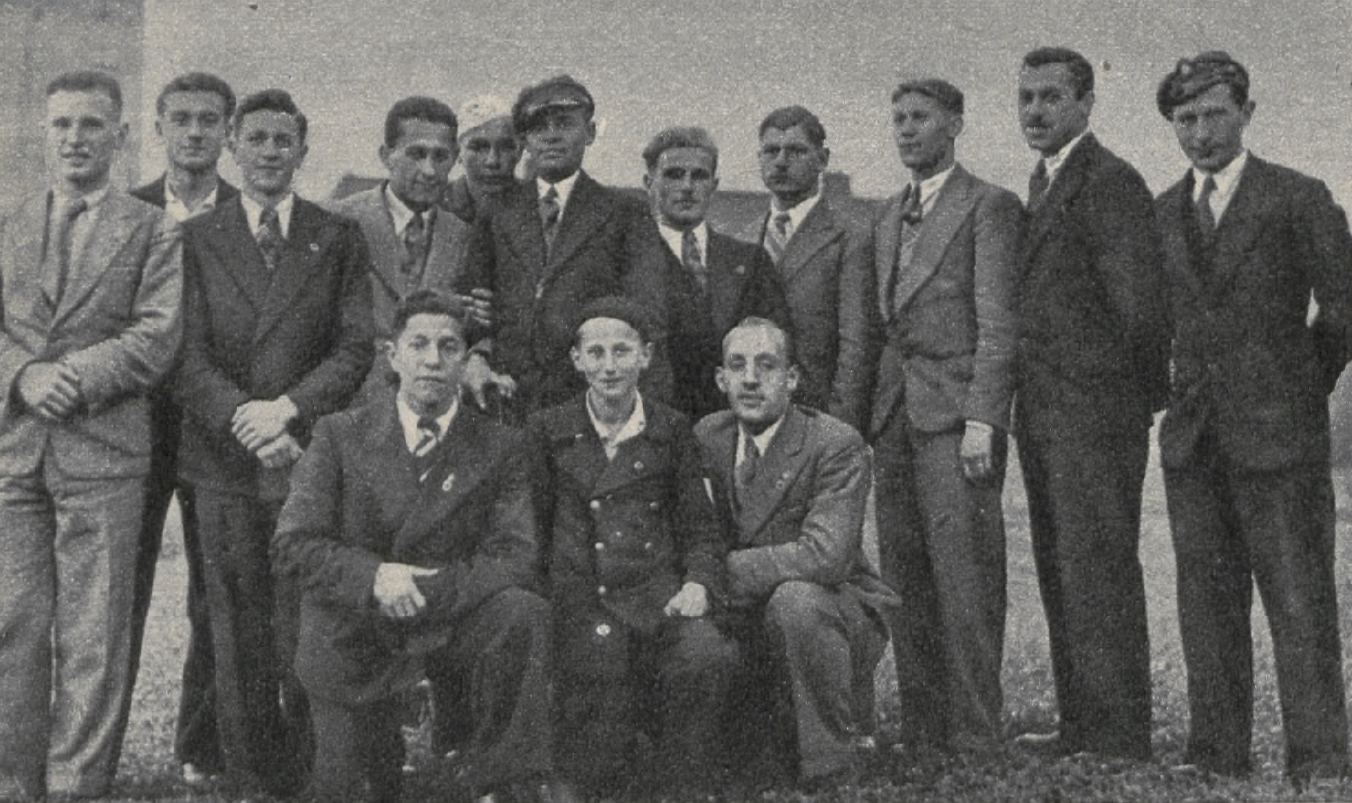
Jagiellonia Białystok na łamach tygodnika "Raz Dwa Trzy" rok 1934

## II poziom rozgrywek piłkarskich
W roku 1934 jak poprzednio system rozgrywek klasy A był dwufazowy. W pierwszej fazie drużyny zostały podzielone na 2 grupy terytorialne (białostocką i grodzieńską), których zwycięzcy spotkali się w dwumeczu o 1 miejsce. O utrzymanie w klasie A walczyły ostatnie drużyny z grup.
Po raz kolejny piłkarze Jagiellonii musieli zadowolić się 2 miejscem w swojej grupie, niespodziewanie 1 miejsce zajął beniaminek ŁKS Łomża.

## Końcowa Tabela – Klasa A (Okręg białostocki)
GRUPA I
| Lp. | Drużyna               | M | Z | R | P | Bramki | Bramki | Różn. | Pkt. | Uwagi         |
| --- | --------------------- | - | - | - | - | ------ | ------ | ----- | ---- | ------------- |
| 1   | ŁKS Łomża (b) B       | 6 | 5 | 1 | 0 | 20     | 6      | +14   | 11   | Baraż gr.I:II |
| 2   | Jagiellonia Białystok | 6 | 3 | 1 | 2 | 24     | 12     | +10   | 7    |               |
| 3   | ŻKS Białystok         | 6 | 3 | 0 | 3 | 16     | 21     | -5    | 6    |               |
| 4   | Hapoel Białystok      | 6 | 0 | 0 | 6 | 2      | 23     | -20   | 0    |               |

GRUPA II
| Lp. | Drużyna        | M | Z | R | P | Bramki | Bramki | Różn. | Pkt. | Uwagi         |
| --- | -------------- | - | - | - | - | ------ | ------ | ----- | ---- | ------------- |
| 1   | WKS Grodno B   | 6 | 5 | 0 | 1 | 23     | 5      | +18   | 10   | Baraż gr.I:II |
| 2   | Makabi Grodno  | 6 | 4 | 1 | 1 | 18     | 8      | +10   | 9    |               |
| 3   | Kraft Grodno   | 6 | 2 | 0 | 4 | 7      | 24     | -17   | 4    |               |
| 4   | Makabi Suwałki | 6 | 0 | 1 | 5 | 3      | 14     | -11   | 1    |               |

Baraże o 1 miejsce (finał):
| L.p. | Mecz                   | Wynik |
| ---- | ---------------------- | ----- |
| 1    | WKS Grodno : ŁKS Łomża | 5:0   |
| 2    | ŁKS Łomża : WKS Grodno | 2:3   |

Ostateczna klasyfikacja:
| L.p. | Drużyna                              | Opis         |
| ---- | ------------------------------------ | ------------ |
| 1    | WKS 76 PP Grodno M                   | elim.do Ligi |
| 2    | ŁKS Łomża                            |              |
| 3-4  | Makabi Grodno, Jagiellonia Białystok |              |
| 5-6  | Kraft Grodno, ŻKS Białystok          |              |
| 7-8  | Makabi Suwałki, Hapoel Białystok     |              |

- Przed sezonem zmiana nazwy 76 PP Grodno na WKS Grodno (połączenie z Cresovią oraz innymi klubami wojskowymi z Grodna).
- W związku z powiększeniem klasy A do 10 zespołów nikt nie został zdegradowany.
- Awans z klasy B uzyskały drużyny Warmia Grajewo, Makabi Białystok. Zespół Makabi Białystok przed następnym sezonem połączył się z ŻKS tworząc klub o nazwie ŻKS Makabi Białystok.

## Mecze
| Mecze i wyniki | Mecze i wyniki       | Mecze i wyniki      | Mecze i wyniki | Mecze i wyniki | Mecze i wyniki   | Mecze i wyniki | Mecze i wyniki  | Poz w lidze. | Poz w lidze. | Poz w lidze. |
| Lp. | Data                 | Rozgrywki           | F.             | D/W            | Przeciwnik       | Wynik          | Strzelcy bramek | M.           | P.           | Br.          |
| --- | -------------------- | ------------------- | -------------- | -------------- | ---------------- | -------------- | --------------- | ------------ | ------------ | ------------ |
| 1 91 | 20.05.1934 Łomża     | Klasa A – 1 kolejka | –              | W              | ŁKS Łomża        | 2:1            | Popławski       | ?            | 0            | 1:2          |
| 2 92 | ?.?.1934 Białystok   | Klasa A – 2 kolejka | –              | D              | ŻKS Białystok    | 3:6            |                 | ?            | 0            | 4:8          |
| 3 93 | ?.?.1934 Białystok   | Klasa A – 3 kolejka | –              | W              | Hapoel Białystok | zw.            |                 | ?            | (0)          | (4:8)        |
| 4 94 | 10.06.1934 Białystok | Klasa A – 4 kolejka | –              | D              | ŁKS Łomża        | 2:2            |                 | ?            | (1)          | (6:10)       |
| 5 95 | 3.08.1934 Białystok  | Klasa A – 5 kolejka | –              | W              | ŻKS Białystok    | 9:2            |                 | ?            | (3)          | (15:12)      |
| 6 96 | ?.?.1934 Białystok   | Klasa A – 6 kolejka | –              | D              | Hapoel Białystok | zw.            |                 | 2            | 7            | 24:12        |
| - rozgrywki ligowe, - rozgrywki pucharu polski, - rozgrywki pucharu ligi, - rozgrywki ligi europejskiej, - mecze barażowe lub eliminacyjne, - inne. Liczba meczów w sezonie:1 2 (wszystkie mecze na najwyższym poziomie rozgrywkowym)3 (wszystkie mecze w rozgrywkach ligowych bez baraży) , Puchar Polski: 2 (mecze Pucharu Polski na szczeblu centralnym)3 (wszystkie mecze w Pucharze Polski) |                      |                     |                |                |                  |                |                 |              |              |              |